# Gordian Maugg

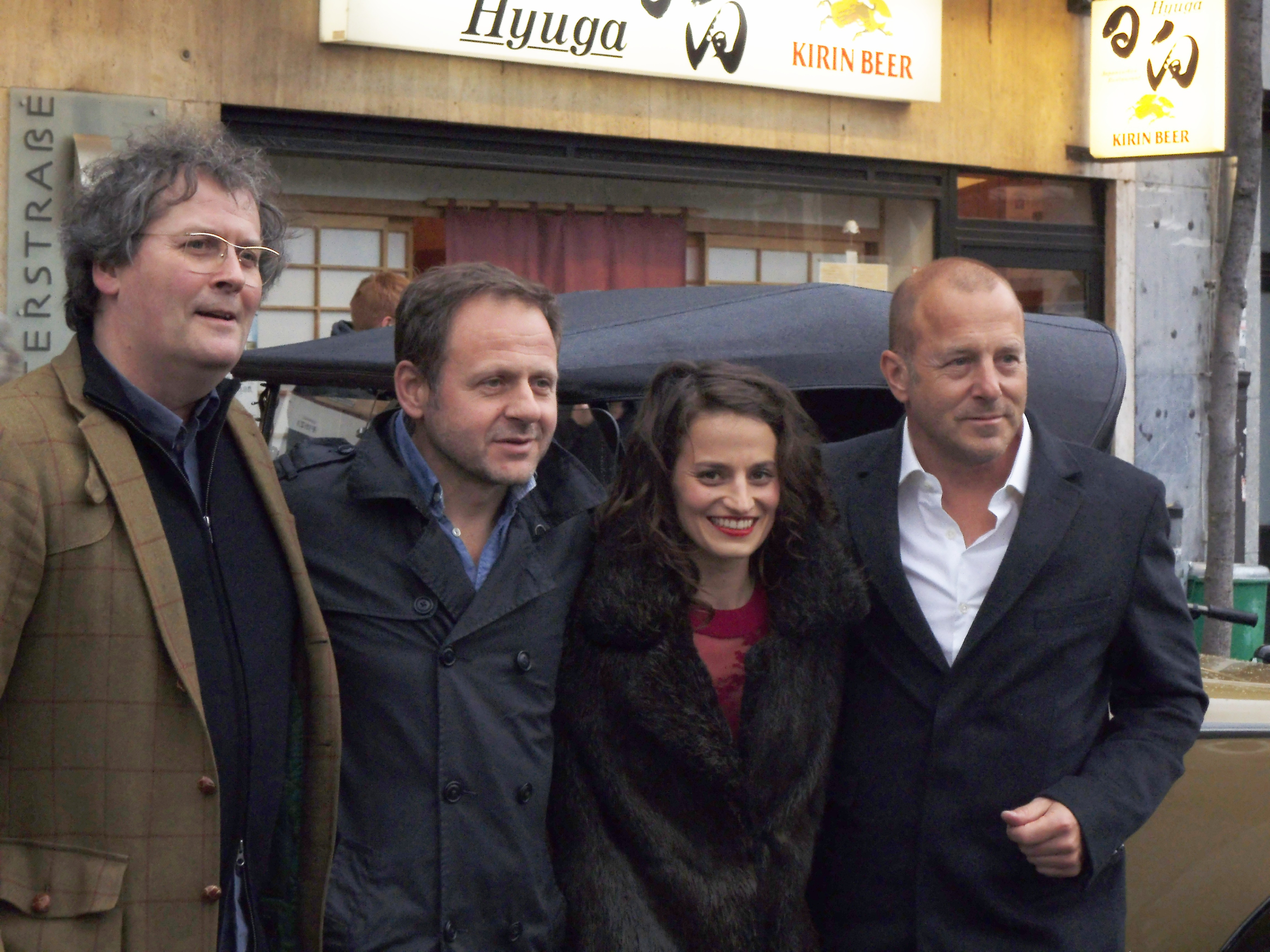
Gordian Maugg, Samuel Finzi, Lisa Charlotte Friederich und Heino Ferch, 2016 in Düsseldorf

Gordian Maugg (* 23. Mai 1966 in Heidelberg) ist ein deutscher Filmregisseur und Drehbuchautor. Mit seinem Film Der Olympische Sommer gewann er mehrere Preise. 1994 gründete Gordian Maugg dann die Gordian Maugg Filmproduktion, mit der er auch einige seiner Filme produzierte.

## Werdegang
Nach seinem Abitur an der Internationalen Gesamtschule Heidelberg absolvierte er von 1985 bis 1987 ein Volontariat bei der Heidelberger Fernsehen GmbH. Von 1987 bis 1993 studierte er bei Manfred Vosz Visuelle Kommunikation an der Kunsthochschule Kassel, von 1993 bis 1995 Filmdramaturgie bei Peter Rabenalt an der Hochschule für Film und Fernsehen „Konrad Wolf“ in Babelsberg. Gordian Maugg nahm am Regie-Seminar „From Paper To The Screen – Fiction“ von unter anderem Wojciech Marczewski teil. Er ist Gründungsmitglied der Deutschen Filmakademie. Von 2005 bis 2009 war Maugg Gastprofessor für Multimediales Erzählen an der Bauhaus-Universität Weimar, seit 2005 ist er Gast-Dozent an der Hamburg Media School und seit 2010 Gast-Dozent an der Hochschule Ostwestfalen-Lippe in Lemgo.

## Filmografie (Auswahl)
- 1993: Der Olympische Sommer
- 1995: Die Kaukasische Nacht
- 1999: Hans Warns – Mein 20. Jahrhundert
- 2003: Zutaten für Träume
- 2005: Zeppelin! (Drehbuchautor, Regisseur, Produzent)
- 2006: Denk ich an Deutschland in der Nacht… Das Leben des Heinrich Heine (Fernsehfilm)
- 2009: Hungerwinter – Überleben nach dem Krieg (Fernsehfilm)
- 2016: Fritz Lang – Der andere in uns
- 2016: mit Andrzej Klamt und Zofia Kunert: Die Deutschen und die Polen – Geschichte einer Nachbarschaft[1]
- 2022: Zwei Leben für Europa - Gustav Stresemann und Aristide Briand (Regie und Drehbuch)

## Hörspiele
- 2011: mit Alexander Häusser: Du und Ich und Er – auch Regie (Hörspiel – RBB)

## Auszeichnungen
- 1989: Teilnahme an der Werkstatt für junge Filmer (heute Werkstatt der Jungen Filmszene)
- 1992: Nominierung für das Filmband in Gold in der Kategorie Herausragender Spielfilm für Der Olympische Sommer
- 1993: Gewinner des Filmbandes in Silber für Der Olympische Sommer
- 2006: Gewinner des William-Dieterle-Filmpreis der Stadt Ludwigshafen für Zeppelin!